# Sachsen-Therme
Koordinaten: 51° 20′ 53″ N, 12° 28′ 7″ O
Die Sachsen-Therme ist ein 1998 eröffnetes Schwimm- und Saunabad und Fitnesscenter im Leipziger Stadtteil Paunsdorf.

## Lage
Die Sachsen-Therme liegt zwischen Permoserstraße B6 und Riesaer Straße direkt neben dem Paunsdorf Center. Mit öffentlichen Verkehrsmitteln erreicht man sie mit Bus 72/73/90/175 bis Haltestelle Schongauerstraße, mit Bus 197 oder Traum 3/7 bis Haltestelle Paunsdorf-Center oder S-Bahn S3 bis Haltestelle Leipzig-Engelsdorf. Für PKW-Fahrer gibt es Parkplätze.

## Geschichte
Die Sachsen-Therme ist ein Projekt von Heribert Stork (1943–2020), der ab 1987 die Westfalen-Therme und etliche weitere Freizeitbäder in Deutschland nach diesem Konzept entwickelte.
Die Baukosten des Gebäudes betrugen 32 Millionen DM netto – ohne die Außenanlagen und den Grundstückserwerb. Der Bauherr investierte 7,6 Millionen DM in die Sanitär-, Heiz- und Lüftungstechnik, um erstmals ein elektronisches integriertes Gebäudemanagement zu realisieren. Dieses Konzept wurde Vorbild für die 2001 eröffnete Rhein-Main-Therme. Stork Hotels & Thermen gibt die Gesamtinvestitionskosten bis heute mit 22 Millionen Euro an.
Die Sachsen-Therme wurde nach zwölfmonatiger Bauzeit am 15. Februar 1998 eröffnet und wird von der Sachsen-Therme GmbH & Co. KG betrieben.

## Beschreibung

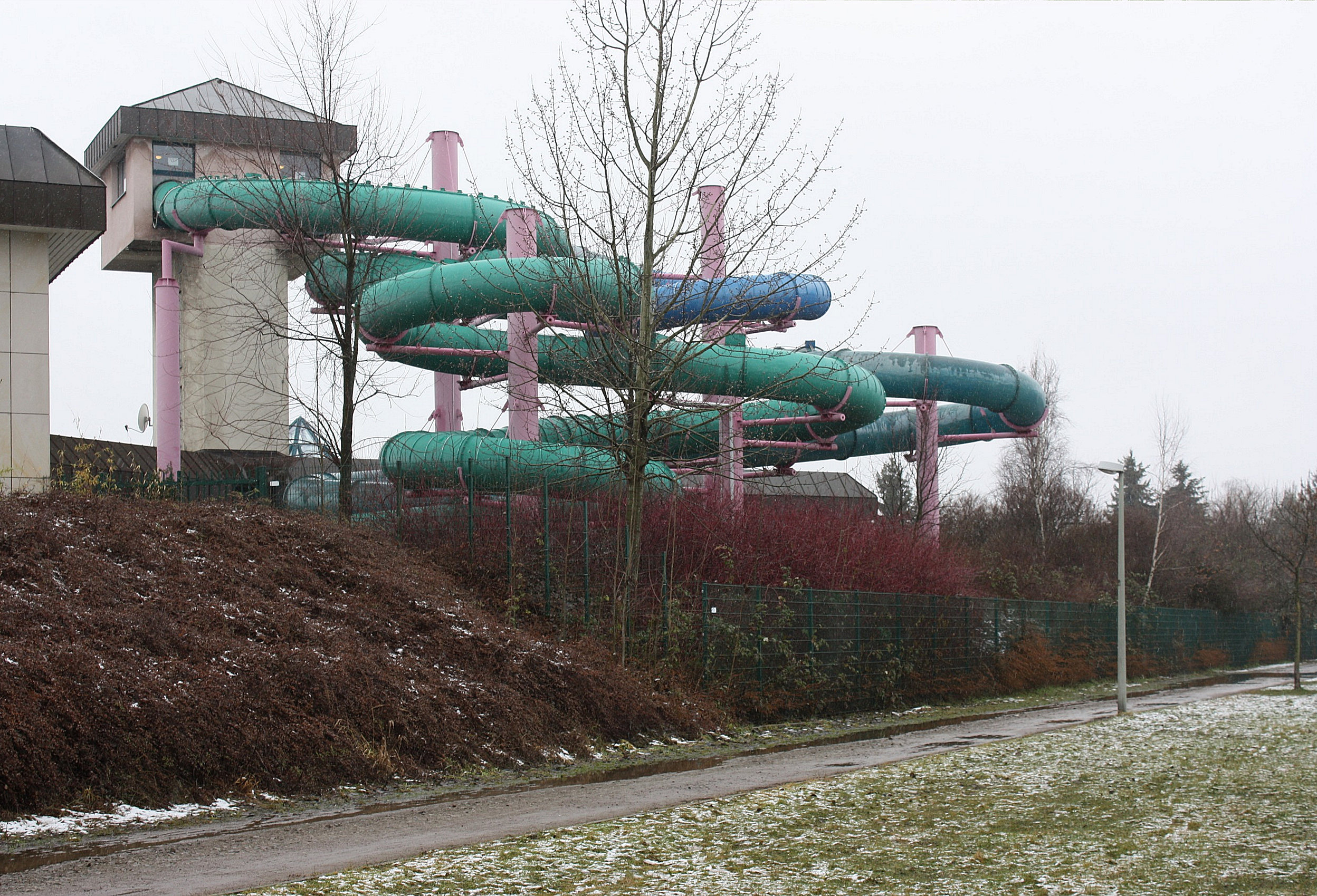
Treppenturm mit Rutschen (2011)

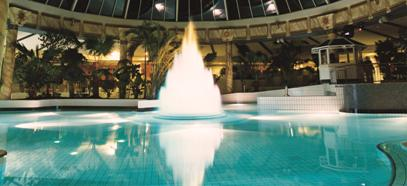
Wasserfontäne im Schwimmbereich

- Schwimmbecken mit vier 25-m-Bahnen
- 1 Strömungskanal
- zwei 120-m-Rutschen
- 1-m- und 3-m-Sprungturm
- Außenschwimmbecken
- Kinderbereich
- Whirlpools
- Spa-Bereich
- Saunen
- Fitnessstudio
- Cafeteria
- Sauna-Bar „Flamingo“